# Parafia św. Andrzeja Apostoła w Borowie
Parafia świętego Andrzeja Apostoła w Borowie – parafia rzymskokatolicka, znajdująca się w diecezji sandomierskiej, w dekanacie Zaklików.

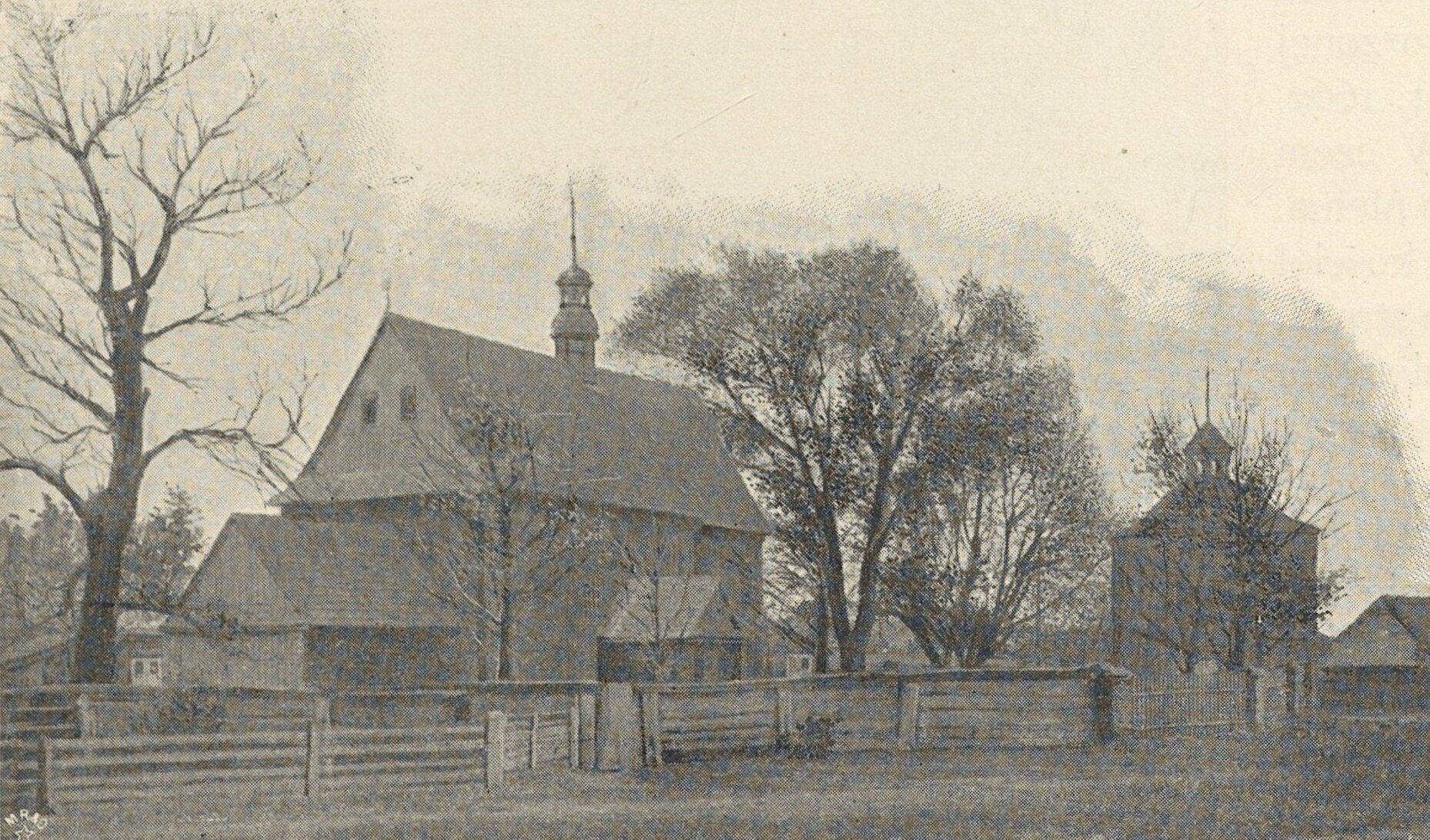
Widok kościoła przed 1908